# Marjorie Bonner
Pour les articles homonymes, voir Bonner.
Marjorie Bonner, née Marjorie Daw Collins le 23 février 1893 à Brooklyn et morte le 16 février 1979 à Tampa, est une danseuse et actrice américaine.

## Carrière
Elle apparait à Broadway dans A Parisian Model (en) en 1906–1908, dans Ziegfeld Follies of 1908, mis en scène par Florenz Ziegfeld, au Jardin de Paris, au sommet du New York Theatre,, dans Miss Innocence en 1909 et dans A Winsome Widow (en) en 1912.
En 1918, elle apparait dans Miss Blue Eyes, sous la direction de Harvey D. Orr.
Elle apparait dans quelques films muets.

## Filmographie
- 1914 : The Seats of the Mighty
- 1914 : The Master Cracksman (en)
- 1920 : The Deep Purple
- 1924 : Daughters of Today de Rollin S. Sturgeon
- 1925 : La Danseuse de Broadway de Wesley Ruggles

## Vie privée
Elle épouse William H. Power, le 14 novembre 1908 à Cincinnati, Ohio,, et ils apparaissaient souvent sur scène ensemble.
Bonner aurait gagné de l'argent en investissant dans les actions pétrolières. En 1911, il est rapporté que « Mlle Marjorie Bonner, membre de la compagnie Anna Held Miss Innocence, est la choriste la plus riche du monde. Lors d'une tournée au Texas il y a sept ans avec Anna Held dans The Little Duchess, Mlle Bonner a investi une petite somme d'argent dans le stock de pétrole de Beaumont. Récemment, elle a clos ses avoirs avec un bénéfice net de 40 000 $, qu'elle possède maintenant, en plus de fonds bien placés accumulés au cours des dernières années. Comme Mlle Bonner n'a pas encore pris l'habitude de l'automobile et n'est pas une libérale distributrice d'argent, elle est désignée par d'autres membres de l'organisation sous le nom de Hetty Greely ».

## Décès
Veuve en 1942, elle meurt à Tampa, en Floride, le 16 février 1979, et est enterrée au Royal Palm Memorial Gardens à West Palm Beach, en Floride.